# Borzątew
Borzątew – wieś w Polsce, położona w województwie wielkopolskim, w powiecie gnieźnieńskim, w gminie Mieleszyn.
W latach 1975–1998 miejscowość administracyjnie należała do województwa poznańskiego.
Jak podaje badacz kultury Dawid Jung, etymologicznie nazwa wsi może mieć związek z legendą, według której Borzątew był dworzaninem i kapelanem księżny Dobrawy Przemyślidki i jako pierwszy pleban Kłecka ochrzcił w tej okolicy nad jeziorem wielu Polan.